# Pygeum coccineum
Pygeum coccineum là loài thực vật có hoa trong họ Hoa hồng. Loài này được (Elmer) Elmer miêu tả khoa học đầu tiên năm 1913.